# René Faye
René Faye (Champagnac-la-Rivière, 20 de diciembre de 1923–Le Port-Marly, 8 de enero de 1994) fue un deportista francés que compitió en ciclismo en la modalidad de pista, especialista en la prueba de tándem.
Participó en los Juegos Olímpicos de Londres 1948, obteniendo una medalla de bronce en la prueba de tándem (haciendo pareja con Gaston Dron).

## Medallero internacional
| Juegos Olímpicos | Juegos Olímpicos      | Juegos Olímpicos  | Juegos Olímpicos |
| Año              | Lugar                 | Medalla           | Competición      |
| ---------------- | --------------------- | ----------------- | ---------------- |
| 1948             | Londres (Reino Unido) | Medalla de bronce | Tándem           |